# Pino Suárez (estación del Metro de Ciudad de México)
Pino Suárez es una de las estaciones que forman parte del Metro de la Ciudad de México, es la correspondencia de la Línea 1 y la Línea 2. Se ubica en el centro de la Ciudad de México, en la alcaldía Cuauhtémoc.

## Información general
Su nombre se debe a la avenida Pino Suárez en que se encuentra situada, la cual se denominó así en honor a José María Pino Suárez, vicepresidente de México asesinado junto al presidente Francisco I. Madero durante la Decena Trágica. El isotipo de la estación representa el Adoratorio de Ehécatl que se encuentra en la misma.

## Historia

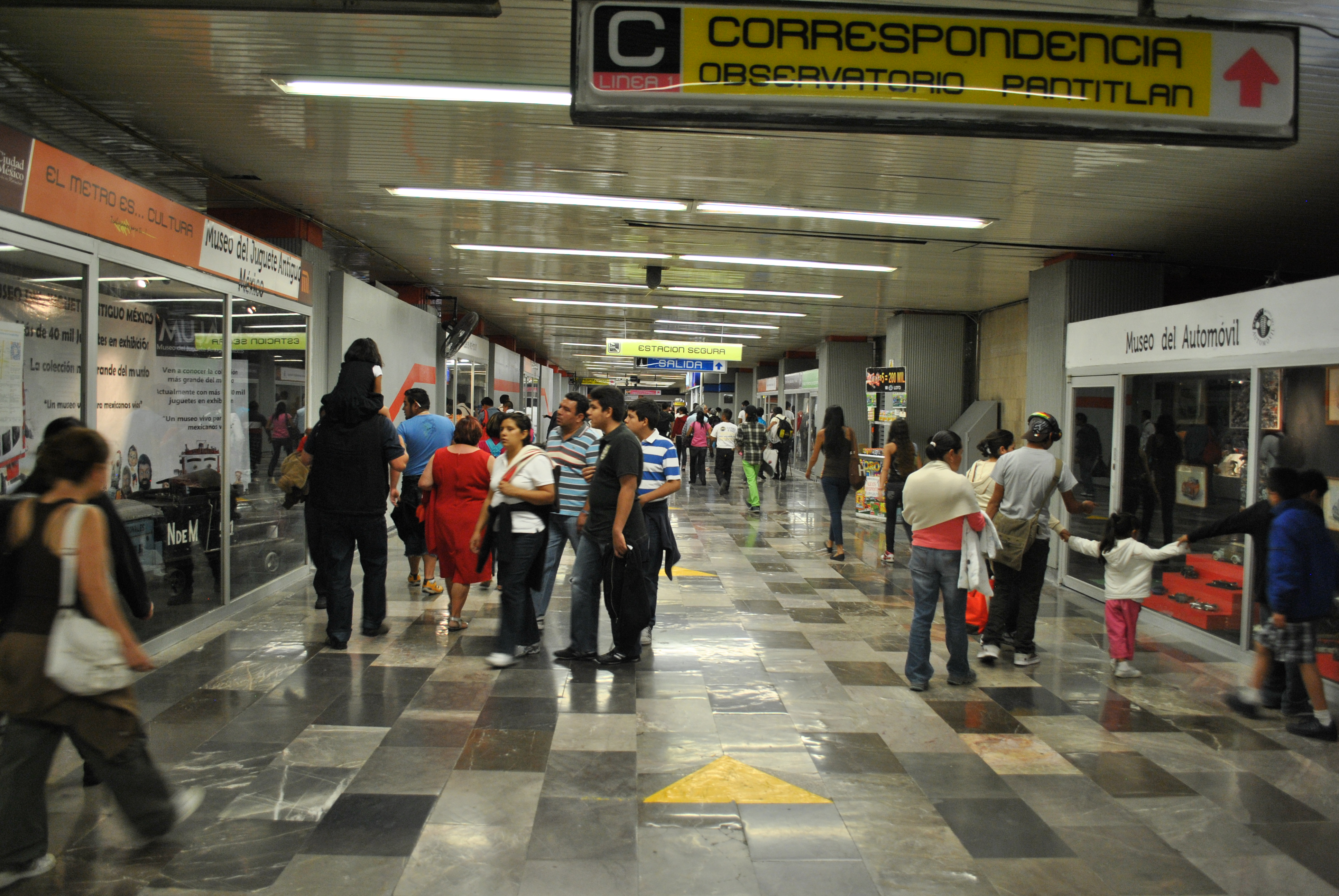
Túnel de conexión de la estación.

La estación Pino Suárez fue la primera estación de correspondencia en ser inaugurada en toda la red, pues desde un principio fue contemplada de conexión con la Línea 1 (que para en ese momento estaba en obras) cuando salió el proyecto de la Línea 2 del Metro en la década de 1960's, inaugurándose como estación de correspondencia el 1 de agosto de 1970, como parte del primer tramo de la Línea 2 del Metro, que en ese entonces iba de Tasqueña a Pino Suárez y que durante un breve tiempo (un mes y medio) funciono como terminal de la Línea 2, hasta que fue ampliada a Tacuba el 14 de septiembre de ese mismo año. 
Esta estación es una de las correspondencias más importantes de la red y también una de las más transitadas, tanto en horario laboral como en días festivos.

### Remodelación
La estación de la línea 1 fue clausurada el 11 de julio de 2022 debido a los trabajos de remodelación de la Línea 1 del Metro. El proyecto contemplaba inicialmente la reapertura de la estación en febrero de 2023. Durante la remodelación se habilitaron varias rutas de autobuses de RTP para suplir la demanda de transporte.
La estación de la línea 1 fue reabierta parcialmente el 29 de octubre de 2023, siete meses después de la fecha prevista. En su reapertura, la estación de la línea 1 solamente está disponible para ascensos en dirección Pantitlán, manteniendo clausurado el andén con dirección a Observatorio. La reapertura también incluyó que el acceso a la estación de la línea 1 solamente se pudiera realizar mediante la tarjeta de movilidad integrada, retirando la posibilidad de ingresar mediante boleto.

## Patrimonio

### Arqueológico
El adoratorio a Ehécatl en la estación Pino Suárez, situado en la correspondencia de las líneas 1 y 2, es llamada la zona arqueológica más pequeña de México por el INAH y es indirectamente transitada por hasta 54 millones de personas al año.

### Pasaje Zócalo-Pino Suárez
El pasaje Zócalo-Pino Suárez, llamado también Un paseo por los libros, es un andador subterráneo que conecta las estaciones adyacentes de Zócalo y Pino Suárez en el que se encuentran librerías, un pequeño auditorio y un área destinada a exposiciones artísticas temporales, contando con varios accesos a lo largo de la avenida Pino Suárez. Es el único pasaje en toda la red del Metro que conecta a dos estaciones no consideradas de correspondencia

## Afluencia
En 2014 la estación presentó una afluencia promedio anual de 22 489 personas para la línea 2.
| Tipo de día   | Afluencia promedio Línea 2 |
| ------------- | -------------------------- |
| Día laboral   | 21 852                     |
| Fin de semana | 24 496                     |
| Día festivo   | 17 113                     |
| Total anual   | 22 489                     |

Las siguientes tablas muestran la afluencia de la estación (por línea) en los últimos 10 años:
| Afluencia Anual de Pasajeros (Línea 1) | Afluencia Anual de Pasajeros (Línea 1) | Afluencia Anual de Pasajeros (Línea 1) | Afluencia Anual de Pasajeros (Línea 1) | Afluencia Anual de Pasajeros (Línea 1) | Afluencia Anual de Pasajeros (Línea 1) |
| -------------------------------------- | -------------------------------------- | -------------------------------------- | -------------------------------------- | -------------------------------------- | -------------------------------------- |
| Año                                    | Afluencia                              | A Diario                               | Ranking                                | Incremento                             | Ref.                                   |
| 2024                                   | -                                      | -                                      | -                                      | -                                      |                                        |
| 2023                                   | 1,606,411                              | 4,401                                  | 167°/187                               | -57.73%                                | [ 6 ]                                  |
| 2022                                   | 3,800,443                              | 10,412                                 | 115°/175                               | -57.06%                                | [ 7 ]                                  |
| 2021                                   | 8,849,949                              | 24,246                                 | 18°/195                                | +10.21%                                | [ 8 ]                                  |
| 2020                                   | 8,030,147                              | 21,940                                 | 22°/195                                | -29.90%                                | [ 9 ]                                  |
| 2019                                   | 11,456,022                             | 31,386                                 | 37°/195                                | +2.94%                                 | [ 10 ]                                 |
| 2018                                   | 11,129,108                             | 30,490                                 | 40°/195                                | -9.21%                                 | [ 11 ]                                 |
| 2017                                   | 12,258,193                             | 33,584                                 | 30°/195                                | -1.51%                                 | [ 12 ]                                 |
| 2016                                   | 12,445,853                             | 34,005                                 | 31°/195                                | +0.74%                                 | [ 13 ]                                 |
| 2015                                   | 12,354,196                             | 33,847                                 | 32°/195                                | +0.63%                                 | [ 14 ]                                 |

| Afluencia Anual de Pasajeros (Línea 2) | Afluencia Anual de Pasajeros (Línea 2) | Afluencia Anual de Pasajeros (Línea 2) | Afluencia Anual de Pasajeros (Línea 2) | Afluencia Anual de Pasajeros (Línea 2) | Afluencia Anual de Pasajeros (Línea 2) |
| -------------------------------------- | -------------------------------------- | -------------------------------------- | -------------------------------------- | -------------------------------------- | -------------------------------------- |
| Año                                    | Afluencia                              | A Diario                               | Ranking                                | Incremento                             | Ref.                                   |
| 2024                                   | -                                      | -                                      | -                                      | -                                      |                                        |
| 2023                                   | 12,440,452                             | 33,083                                 | 15°/187                                | +49.85%                                | [ 6 ]                                  |
| 2022                                   | 8,301,870                              | 22,744                                 | 30°/175                                | +146.58%                               | [ 7 ]                                  |
| 2021                                   | 3,366,820                              | 9,224                                  | 93°/195                                | -41.64%                                | [ 8 ]                                  |
| 2020                                   | 5,768,921                              | 15,762                                 | 46°/195                                | -39.53%                                | [ 9 ]                                  |
| 2019                                   | 9,540,733                              | 26,138                                 | 54°/195                                | +4.51%                                 | [ 10 ]                                 |
| 2018                                   | 9,128,760                              | 25,010                                 | 56°/195                                | +0.30%                                 | [ 11 ]                                 |
| 2017                                   | 9,155,813                              | 25,084                                 | 52°/195                                | -4.60%                                 | [ 12 ]                                 |
| 2016                                   | 9,597,356                              | 26,294                                 | 52°/195                                | +2.19%                                 | [ 13 ]                                 |
| 2015                                   | 9,391,308                              | 25,729                                 | 53°/195                                | -1.97%                                 | [ 14 ]                                 |

## Conectividad

### Salidas
- Por línea 1 al norte: Eje 1-A Sur Av. José María Izazaga y Av. José María Pino Suárez, colonia Centro
- Por línea 1 al poniente: Eje 1-A Sur Av. José María Izazaga  Calzada San Antonio Abad y Av. José María Pino Suárez, colonia Centro
- Por línea 2 al sur: calle cerrada San Lucas y Eje 1 Sur Avenida Fray Servando Teresa de Mier, colonia Centro
- Por línea 2 al norte: Eje 1-A Sur Av. José María Izazaga y Calzada San Antonio Abad, colonia Centro

### Conexiones
Existen conexiones con las estaciones y paradas de diversos sistemas de transporte:
- Línea 4 del Metrobús.

## Sitios de interés
- Museo de la Ciudad de México
- Plaza Tlaxcoaque